# Герб Сквирського району
Герб Сквирського району — офіційний символ Сквирського району, затверджений 22 квітня 2003 р. рішенням № 03-01-06 XXIV сесії районної ради.

## Опис
У щиті, скошеному справа і зліва лазуровим й золотим, вузький срібний косий хрест. У першій частині на срібній хмарі Діва Марія із золотим німбом, у срібному одязі, котра тримає в руках срібний покров. У четвертій частині виникає золота стінозубчата фортечна стіна з відчиненим отвором воріт, мурована чорним, з такою ж надбрамною вежею, увінчаною золотим хрестом. Щит обрамований золотими колосками, перевитими лазуровою стрічкою, і увінчаний золотою короною з дубового листя.